# 167公里號誌站
167公里號誌站，常簡稱為167號誌站，又分為鐵路里程165.8公里的167北與167.8公里的167南。位於台灣苗栗縣三義鄉，為台鐵舊山線的號誌站。舊山線勝興車站和泰安舊站之間距離長達8.6公里，因此於1977年鐵路電氣化時設置167公里號誌站以增加行車路線容量。位於舊里程基隆起點167公里處，因此得名。

## 車站構造

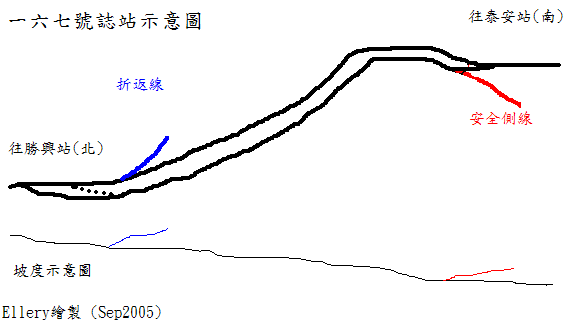
167公里號誌站的配線圖，藍線是折返線，紅線是安全侧線。下方灰線是路線坡度示意圖。

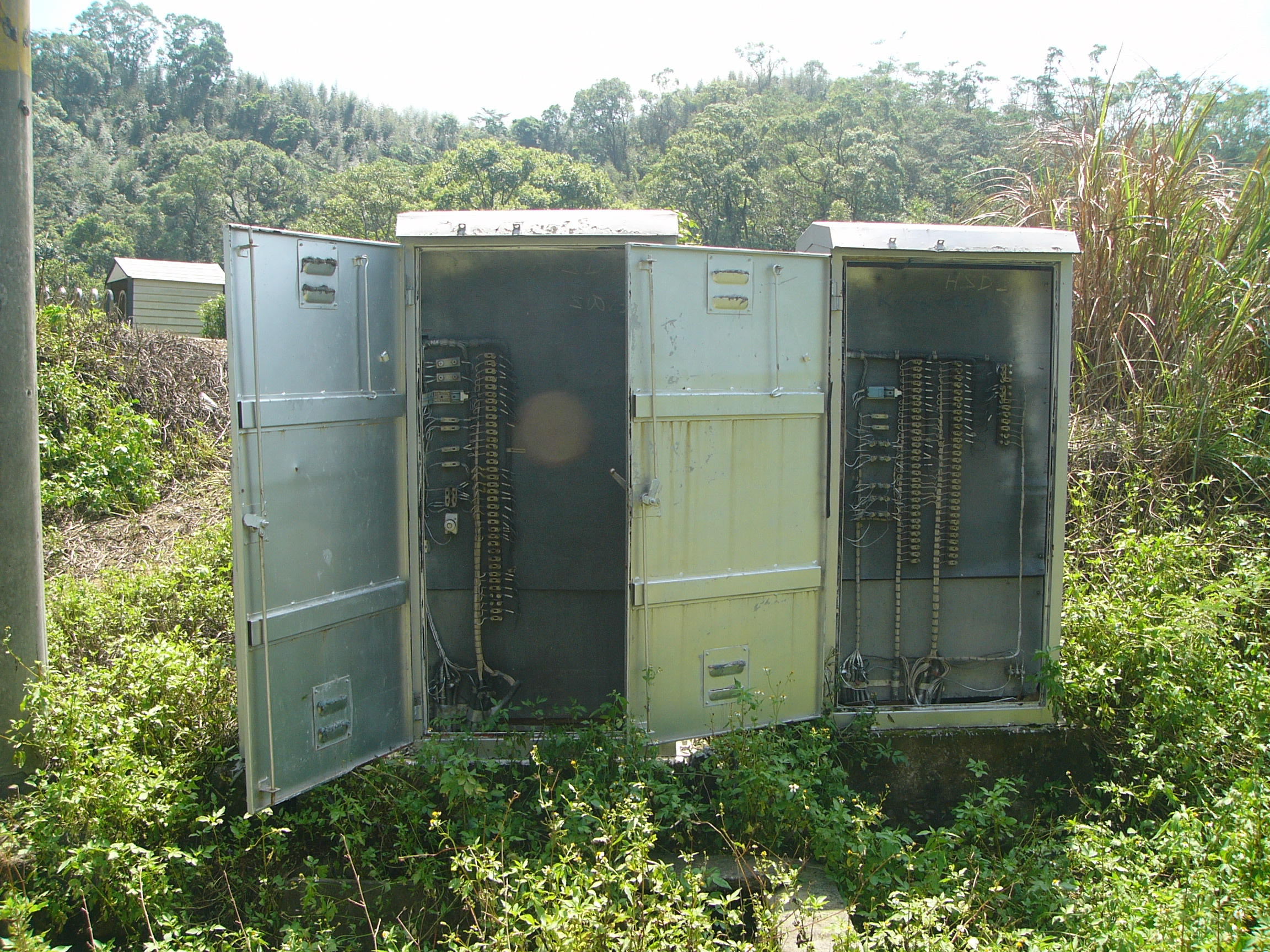
167公里號誌站的號誌電氣控制箱。

167公里號誌站全長2.3公里，是舊山線唯一的雙線區間。西側的副正線在里程 165 km+800m 附近分出，至167km+800m 附近接回主正線。號誌站北側的折返線是台鐵至今唯一的這種側線；目的是為了北上列車因故無法爬坡到達勝興車站時倒車至向南上坡坡度千分之二十五，長250公尺的折返線後重新北上；但折返線並未電氣化。折返線與苗49線以鐵路橋方式立體交叉。
雙線區間南端有一座跨越鐵路的苗51-1線公路橋「中山橋」。
號誌站南端的安全側線則是千分之二十五的上坡並有大彎道，用來避免在副正線行駛的南下列車如果軔機故障而失控與行駛主正線的北上列車相撞意外，全長400公尺，有電氣化。配合舊山線復駛設置的魚藤坪車站就位在安全側線附近。

## 利用狀況
- 廢止後線路仍在，但電車線已拆除。
- 尚在使用時，如遇列車交會，北上列車行駛東側的主正線，南下列車行駛西側的副正線。如無列車交會則北上和南下列車一律行駛東側的主正線[2]。
- 目前復駛後西側副正線廢止，舊山線的列車不會在此交會。

## 車站周邊
- 苗49線
- 魚藤坪斷橋（南側）
- 號誌站南端西側樹叢中立有「故線路功夫組頭加藤勝三郎夫妻表彰碑」，立碑年代約在1922年9月[1]
- 號誌站北的舊山線二號隧道北口有日治時代後藤新平所題的「開天」兩字[5]。

## 車站歷史
- 1977年：舊山線進行鐵路電氣化工程時設置[6]。
- 1998年9月24日：因為台中線切換至新山線而廢站。
- 2010年6月5日：舊山線復駛。

## 外部連結
- 記憶苗栗舊山線
- 一六七北號誌站（看橋工房）
- 一六七南號誌站（看橋工房）